# Vincenzo Lunardi

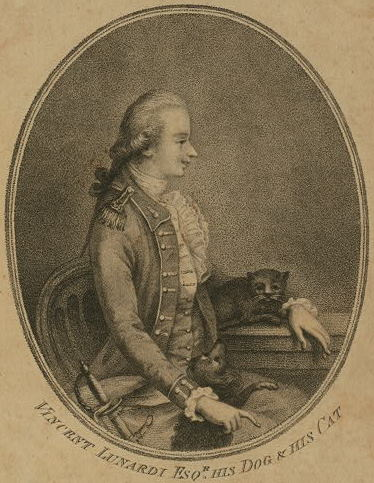
Vincenzo Lunardi

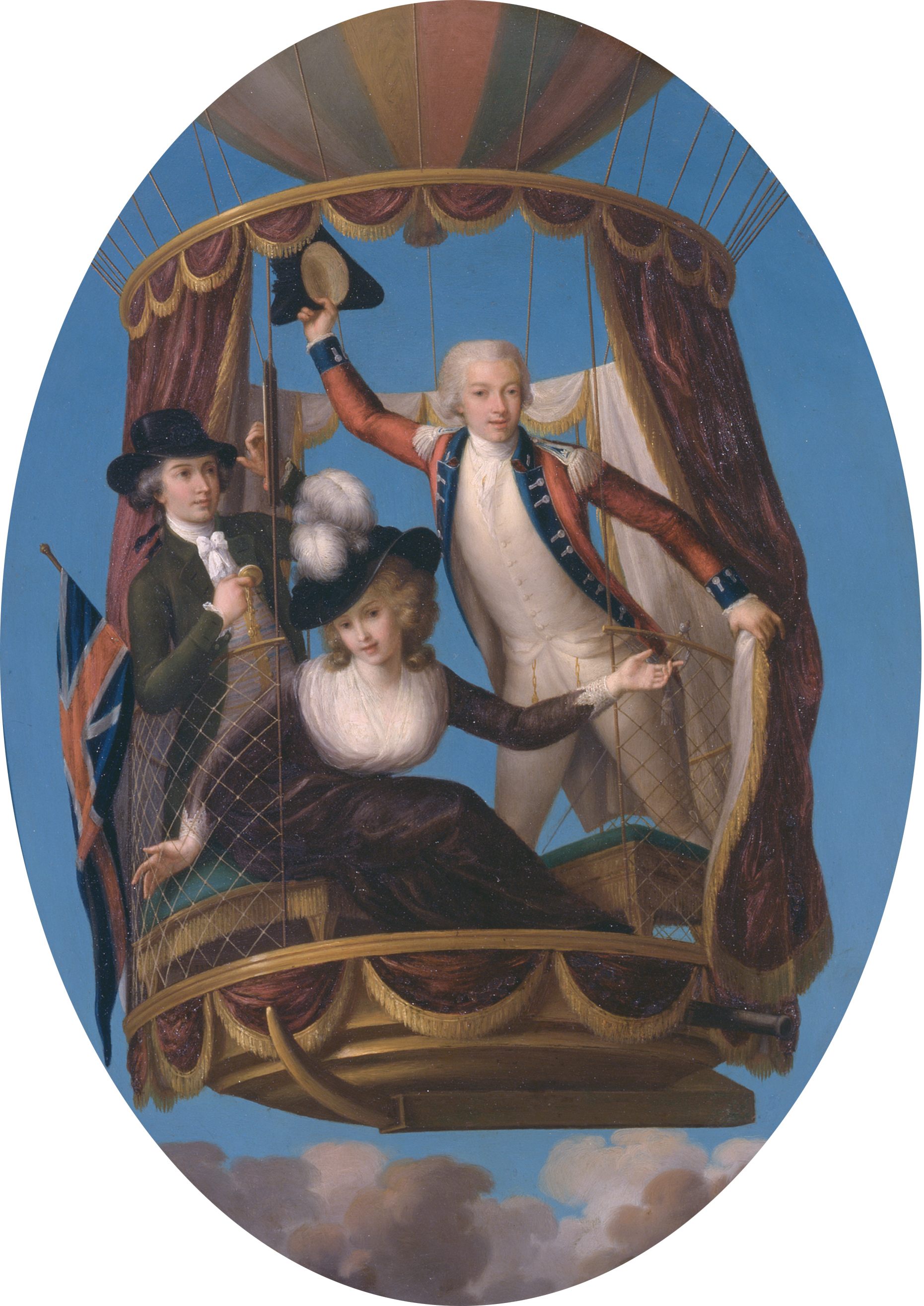
Vincenzo Lunardi, hans assistent George Biggin och Letitia Anne Sage i en ballong, av John Francis Rigaud.

Vincenzo Lunardi, född 1759 i Lucca, död 1806 i Lissabon,  var en diplomat från Kungariket Neapel och pionjär inom charlierflygning.
Lunardi arbetade som tjänsteman vid kungariket Neapels ambassad i London. Efter att han hört om Jacques Charles lyckade flygning 1783 begärde han tjänstledigt för att lära sig flyga.
Han skaffade sig en egen ballong av charliertyp, med den genomförde han 13 uppstigningar i Moorfields, England mellan 15 och 19 september 1784. Han blev därmed först att flyga i England.
Efter den första dagens flygningar fick han en hjältegloria och kom med i alla societetssammanhang. Under en flygning i september 1786 var olyckan framme. En ung man fastnade i ett av förtöjningsrepen och kunde inte hålla sig fast när ballongen steg till väders. Han störtade till marken där han avled av skadorna.
Lunardi utförde inga fler uppstigningar i England efter denna händelse.